# 称名寺 (結城市)
稱名寺（しょうみょうじ）は、茨城県結城市にある浄土真宗本願寺派の寺院。

## 歴史
1216年（建保4年）、結城朝光の開基である。朝光は結城氏の始祖で、下総国結城（現・茨城県結城市）を根拠地とする御家人である。朝光は仏教を篤く信仰しており、1214年（建保2年）に浄土真宗の宗祖親鸞を招聘・帰依し、寺を創建した。その後、1225年（嘉禄元年）に親鸞の高弟「二十四輩」の一人真仏を招いて「称名寺」と改称し、結城氏の菩提寺とした。
その後の第18代当主結城秀康の越前国移封まで、結城氏によって保護され続けた。

## 文化財
- 往生要集（茨城県指定文化財 昭和33年3月12日指定）[2]
- 紙本著色結城朝光肖像画（結城市指定文化財 昭和38年10月1日指定）[3]
- 木造結城朝光像（結城市指定文化財 昭和46年9月11日指定）[4]
- 称名寺御霊屋門（結城市指定文化財 昭和52年12月6日指定）[5]
- 称名寺二条門（結城市指定文化財 昭和52年12月6日指定）[5]

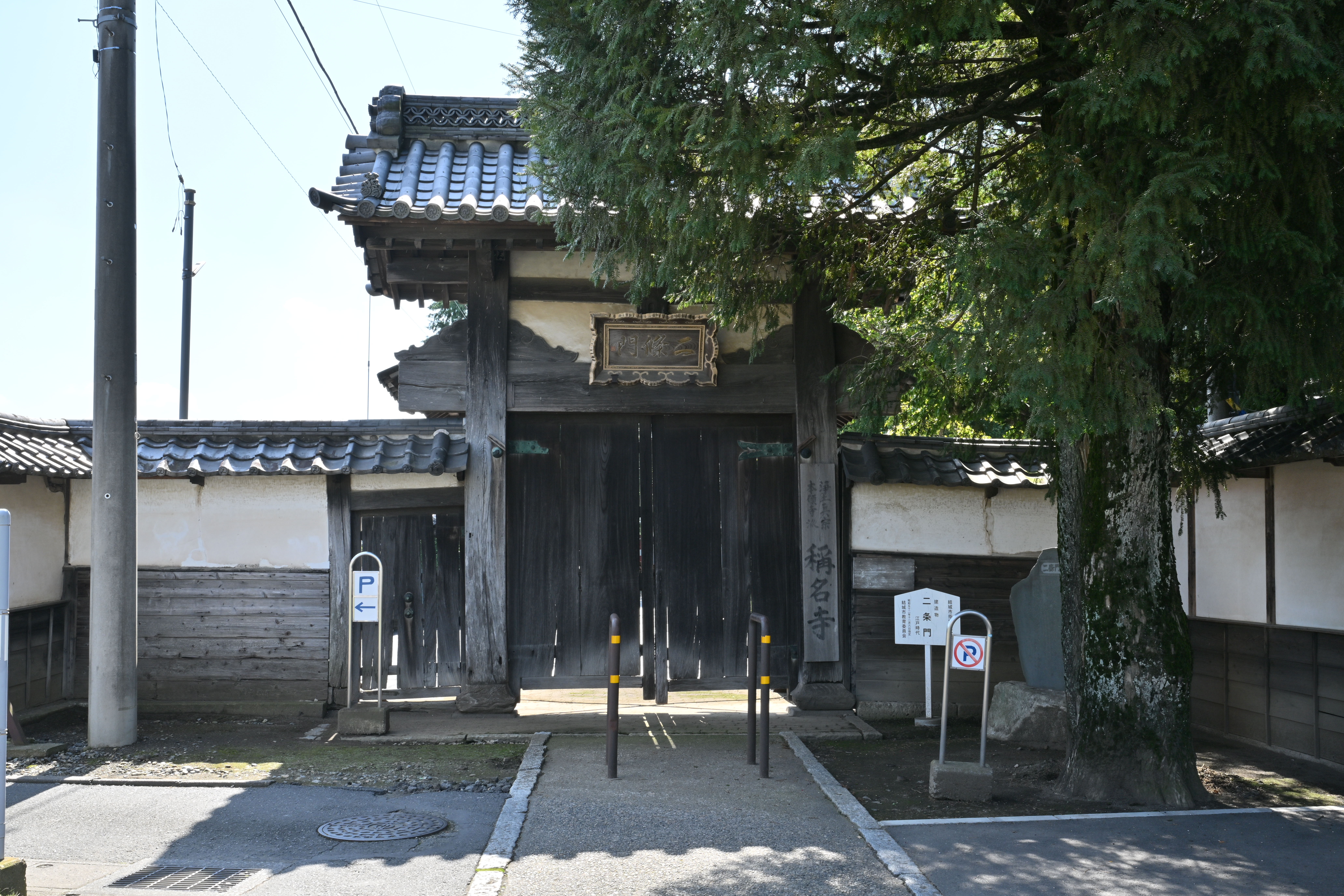
二条門（結城市指定文化財・建造物）
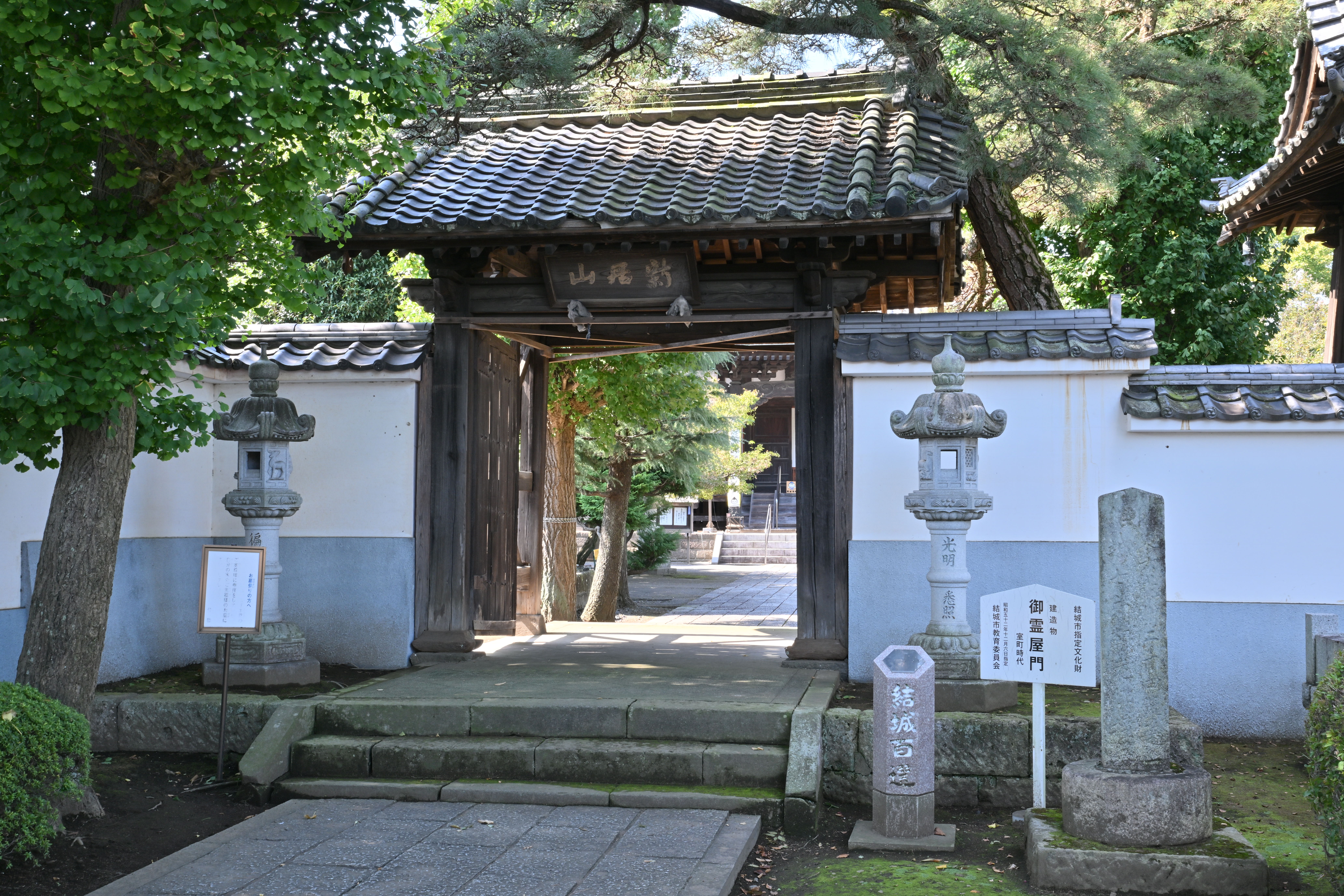
御霊屋門（結城市指定文化財・建造物）
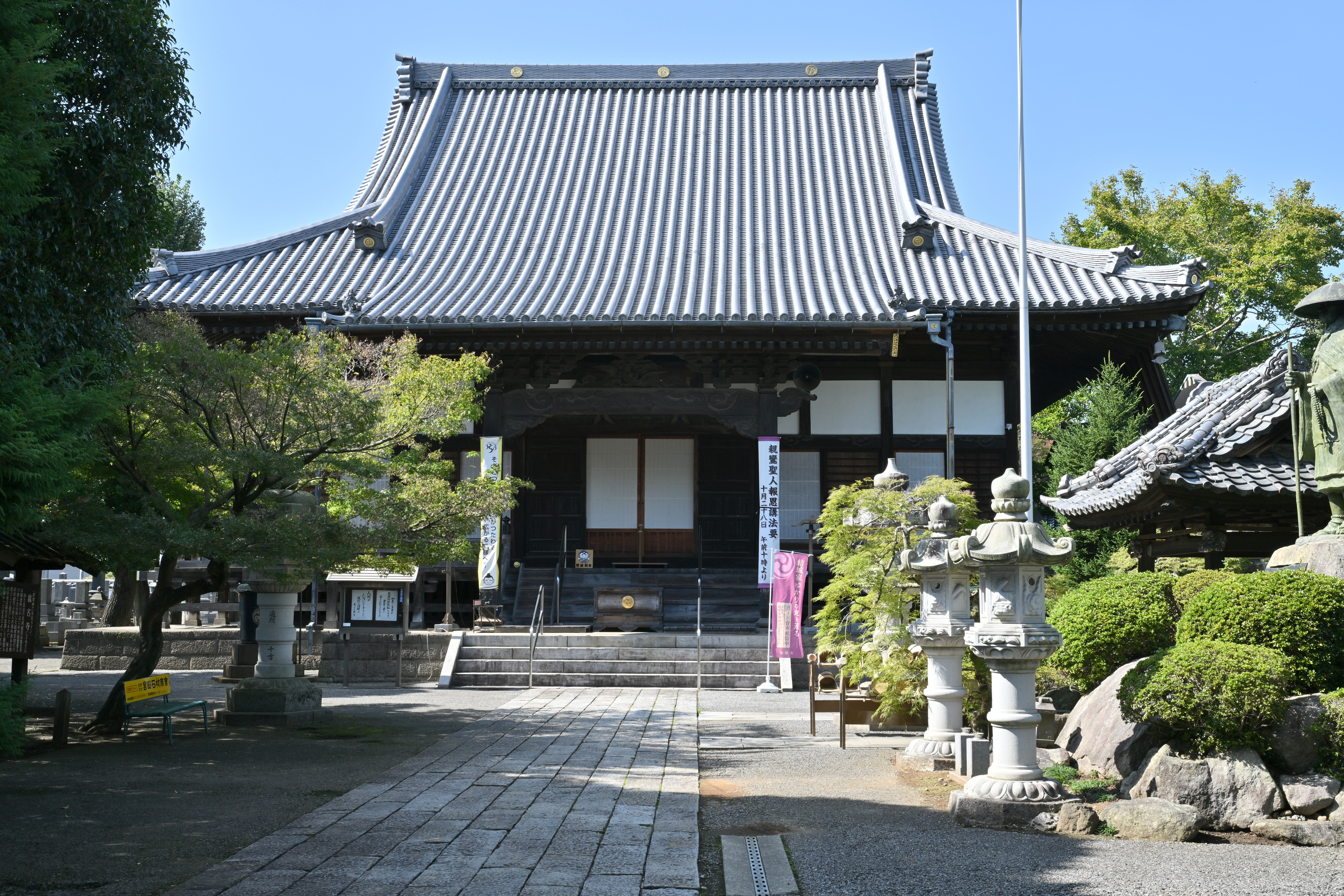
本堂
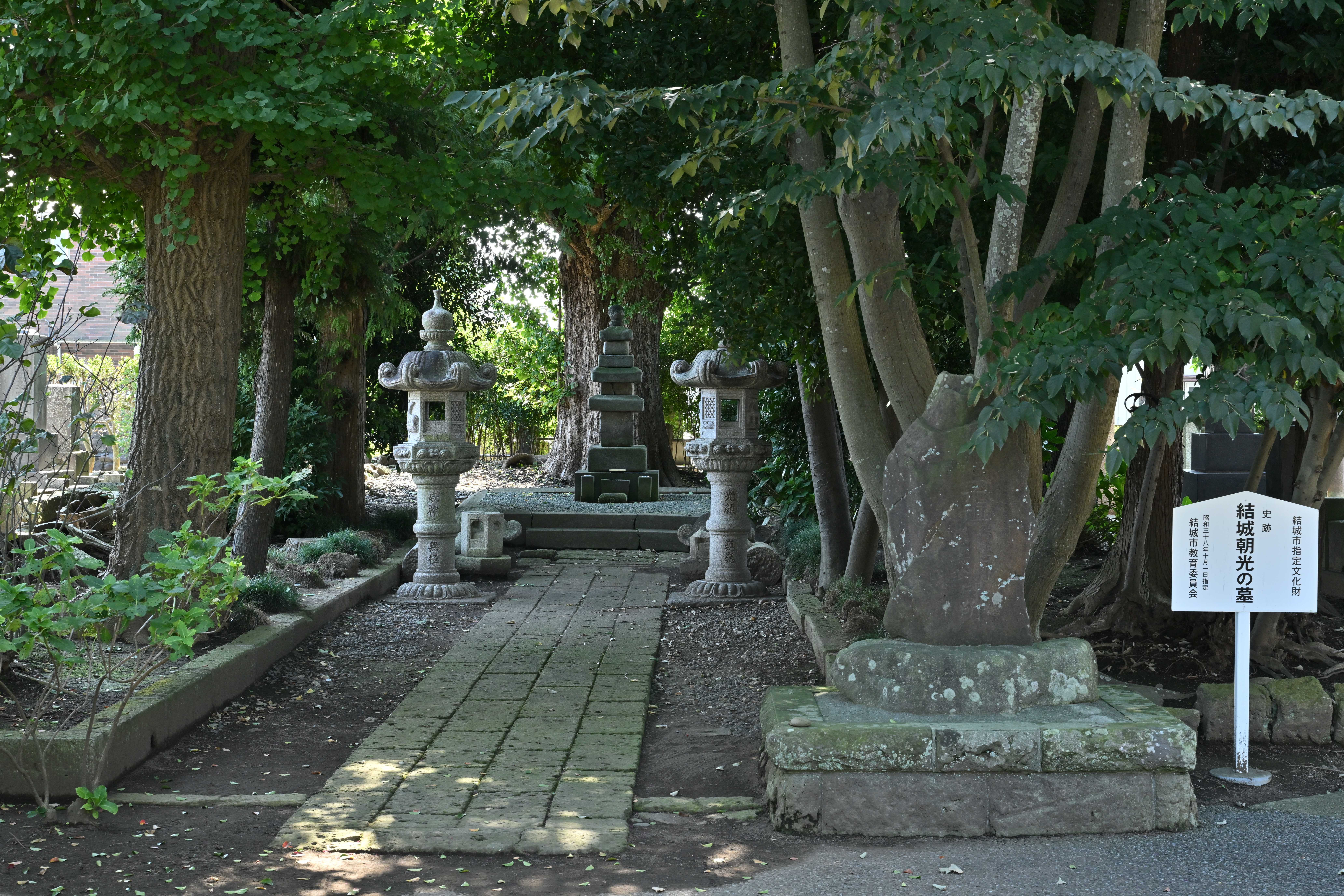
結城朝光の墓（結城市指定文化財・史跡）

## 交通アクセス
- 結城駅より徒歩9分。